# Idziesz ze mną
Idziesz ze mną – singel polskiego piosenkarza Dawida Kwiatkowskiego z jego siódmego albumu studyjnego, zatytułowanego Dawid Kwiatkowski. Singel został wydany 29 października 2021. Utwór napisali i skomponowali Dawid Kwiatkowski, Dominic Buczkowski-Wojtaszek, Michał Szczęsny i Patryk Kumór.
Kompozycja znalazła się na 14. miejscu listy OLiA, najczęściej odtwarzanych utworów w polskich rozgłośniach radiowych. Nagranie otrzymało w Polsce status podwójnej platynowej płyty, przekraczając liczbę 100 tysięcy sprzedanych kopii.

## Geneza utworu i historia wydania
Piosenka została napisana i skomponowana przez Dawida Kwiatkowskiego, Dominica Buczkowskiego-Wojtaszka, Michała Szczęsnego i Patryka Kumóra.
Singel ukazał się w formacie digital download 29 października 2021 w Polsce za pośrednictwem wytwórni płytowej DB4 Management w dystrybucji Warner Music Poland. Kompozycja została umieszczona na siódmym albumie studyjnym Kwiatkowskiego – Dawid Kwiatkowski.
26 maja 2023 singel został zaprezentowany telewidzom stacji Polsat podczas Polsat SuperHit Festiwal 2023. 31 grudnia 2024 wystąpił z piosenką podczas Sylwestrowej Mocy Przebojów organizowanej w Toruniu i emitowanej na antenie stacji Polsat.

## „Idziesz ze mną” w stacjach radiowych
Nagranie było notowane na 14. miejscu w zestawieniu OLiA, najczęściej odtwarzanych utworów w polskich rozgłośniach radiowych.

## Teledysk
Do utworu powstał teledysk w reżyserii Przemysława Gomuły, który udostępniono 11 lutego 2022 za pośrednictwem serwisu YouTube.

## Lista utworów
- Digital download[5]

1. „Idziesz ze mną” – 3:17

## Notowania

### Pozycje na listach airplay
| Kraj   | Lista             | Najwyższa pozycja |
| ------ | ----------------- | ----------------- |
| Polska | OLiA              | 14                |
| Polska | AirPlay – Nowości | 2                 |

## Certyfikaty
| Kraj          | Certyfikat         | Sprzedaż |
| ------------- | ------------------ | -------- |
| Polska (ZPAV) | 2x platynowa płyta | 100 000+ |

## Wyróżnienia
| Rok  | Konkurs                  | Kategoria    | Rezultat   |
| ---- | ------------------------ | ------------ | ---------- |
| 2022 | Przebój roku RMF FM 2022 | Przebój roku | 8. miejsce |